# 江川路駅
江川路駅（こうせんろえき）は上海市閔行区に位置する上海地下鉄5号線本線の駅である。

## 隣の駅
上海軌道交通
■5号線本線
東川路駅 - 江川路駅 - 西渡駅